# Reinhold Tüxen
Reinhold Tüxen (ur. 21 maja 1899 w Ulsnis (Schleswig-Holstein); zm. 16 maja 1980 w Rinteln) – niemiecki botanik i fitosocjolog. Jako autor nazw botanicznych oznaczany jest pełnym nazwiskiem "Tüxen", w syntaksonomii także skrótem "Tx."
Tüxen studiował chemię, botanikę i geologię w Heidelbergu, a następnie socjologię roślin w Zurychu i Montpellier. Doktorat uzyskał w 1926 roku. W 1931 habilitował się na Uniwersytecie Medycyny Weterynaryjnej w Hanowerze, został wykładowcą na tej uczelni. W latach 30. XX wieku pracował w regionalnej placówce ochrony przyrody w Hanowerze (Provinzialstelle für Naturschutz in Hannover), gdzie zajmował się kartowaniem roślinności prowincji. W 1939 stworzył placówkę ogólnoniemiecką zajmującą się badaniem roślinności (Zentralstelle für Vegetationskartierung des Reiches), działającą po II wojnie światowej jako Bundesanstalt für Vegetationskartierung. W 1959 współtworzył urząd federalny zajmujący się ochroną przyrody (Bundesforschungsanstalt für Naturschutz und Landschaftsökologie), stanowiący współcześnie federalny urząd ochrony przyrody (Bundesamt für Naturschutz). W 1946 roku odtworzył grupę badawczą zajmującą się badaniami fitosocjologicznymi roślinności działającą pod nazwą "Floristisch-soziologische Arbeitsgemeinschaft" i pozostawał jej przewodniczącym do 1971. Od 1965 roku organizował w Rinteln sympozja międzynarodowe poświęcone fitosocjologii.
Po jego śmierci czasopismo "Mitteilungen der Floristisch-soziologische Arbeitsgemeinschaft" nazwano na jego cześć "Tuexenia".
Był laureatem wielu nagród i wyróżnień. Nadany mu został doktorat honoris causa wielu uczelni europejskich (z Montpellier (1959), Lille (1965), Gießen (1975), Fryburga Bryzgowijskiego (1977) i Tuluzy (1978)). W 1964  otrzymał Federalny Krzyż Zasługi

## Ważniejsze publikacje
- Die Pflanzengesellschaften Nordwestdeutschlands. Reprint der Ausgabe Hannover 1937. Lehre: Cramer 1970. (Historiae naturalis classica. 85) ISBN 3-7682-0701-3
- Die Pflanzengesellschaften Nordwestdeutschlands: Bd. 2. 2. (nowe wydanie zmienione) – Lehre: Cramer 1979. ISBN 3-7682-0862-1
- Bibliographia phytosociologica syntaxonomica. Wyd. Reinhold Tüxen. Lehre: Cramer Lieferung 1-39 (1971-1986) + Supplement (1976).
- Unser Buchenwald im Jahreslauf. Karlsruhe: Institut für Ökologie und Naturschutz 1986. ISBN 3-88251-109-5.